# Adelencyrtus mayurai
Adelencyrtus mayurai är en stekelart som först beskrevs av Subba Rao 1957.  Adelencyrtus mayurai ingår i släktet Adelencyrtus och familjen sköldlussteklar. Inga underarter finns listade i Catalogue of Life.